# JOMOイメージガール
JOMOイメージガール（ジョモイメージガール）は、株式会社ジャパンエナジー（現・ENEOS株式会社）が「JOMO」ブランドのイメージ向上を図るため選定していたイメージガール。「JOMO」発足前の1992年までは「共石イメージガール」という名称だった。

## 概要
当初はキャンペーンガールやサービスステーション（給油所）の「ビルボード」（大型看板）のモデルとして活用していたが、1981年から現在のイメージガールとして活用している。1990年代には全日本ロードレース選手権、鈴鹿8耐のレースクイーンも兼任するケースがあった。任期は通常1～2年だが、2007～2009年度は長谷部瞳が3年連続で起用された。なお長谷部は、2010年4月を以って所属事務所との契約解除に合わせてイメージガール活動を終了した。
2010年7月にジャパンエナジーと新日本石油が統合しJX日鉱日石エネルギーが発足。「JOMO」ブランドも「ENEOS」ブランドに吸収され消滅するため、共石イメージガール時代も含めて40年以上に及ぶJOMOイメージガールの歴史にも、事実上終止符が打たれることになる。

## 歴代イメージガール

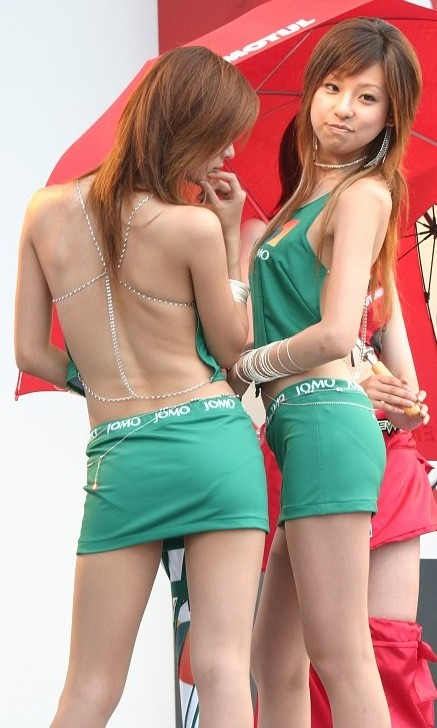
JOMO レースクイーン

- 1968年4月～1970年3月 - 長谷川照子
- 1971年4月～1972年3月 - 田坂都
- 1972年4月～1974年3月 - 仁科明子
- 1974年10月～1976年9月 - 長谷直美
- 1976年10月～1977年3月 - 田村恵
- 1979年4月～1980年3月 - 沢田和美
- 1980年4月～1982年3月 - 河村理美子
- 1982年4月～1983年3月 - 南裕子
- 1983年4月～1985年3月 - 原みゆき
- 1985年4月～1987年3月 - 滝本尚美
- 1987年4月～1988年3月 - 山口智子
- 1988年4月～1990年3月 - 北村ひとみ
- 1990年4月～1992年3月 - 田代みゆき
- 1992年4月～1994年3月 - 相沢かおり
- 1994年4月～1995年3月 - 森本智恵子
- 1995年4月～1997年3月 - 海津晶子
- 1997年4月～1999年3月 - 練木有美子
- 1999年4月～2001年3月 - 矢田亜希子
- 2001年4月～2002年3月 - 周防玲子
- 2002年4月～2003年3月 - 米倉涼子
- 2003年4月～2004年3月 - 城山未帆
- 2004年4月～2005年3月 - 仁科仁美
- 2005年4月～2006年3月 - 山内麻美
- 2007年4月～2010年4月 - 長谷部瞳

関連
- 2006年度から 竹内結子をイメージキャラクターとして起用、CM等に出演。